# Aristón (dramaturgo)
Aristón (en griego antiguo: Ἀρίστων, romanizado: Aristōn, siglo V/IV a. C) fue un antiguo trágico griego de Atenas. Era hijo del poeta trágico Sófocles.
La madre de Aristón era Teóride de Sición. Por lo tanto, no era hijo legítimo de Sófocles y no tenía derecho a la herencia. Esto provocó una disputa familiar con su hermanastro Iofonte. El hijo de Aristón fue Sófocles el Joven, que escribió tragedias como su abuelo.
El propio Aristón suele considerarse un tragediógrafo, ya que se le menciona entre los escritores de tragedias. Sin embargo, no es totalmente seguro que se trate de la misma persona.